# Sigma (hudební skupina)
Sigma je duo anglických diskžokejů Camerona Edwardse a Joeho Lenzieho. Skladby spolu začali skládat v roce 2006 v Leedsu. Duo spolupracovalo na skladbě „Lassitude“ od DJ Freshe, která dosáhla v britském žebříčku UK Singles Chart 98. místo. Nejznámější se stali se svým singlem vydaným 6. dubna 2014 s názvem „Nobody to Love“, který je přepracovanou verzí singlu „Bound 2“ od Kanye Westa. Dosáhl 1. místo v žebříčku UK Singles Chart a taky v UK Dance Chart.

## Kariéra
Lenzie a Edwards se setkali v roce 2006 na University of Leeds během nocích s Drum and bass. Jakmile dostudovali, přestěhovali se do Londýna a připojil se k nim Ben Mauerhoff, který byl podepsán s DJ Freshem pod nahrávacím studiem Breakbeat Kaos. Po chvíli ale Mauerhoff odešel. V prosinci 2008 se rozhodli založit nahrávací společnost Life Recordings. Sigma produkovala hudbu prostřednictvím Hospital Records. V červnu 2009 natočili skladbu „Paint It Black“ pro kompilační album Sick Music. O rok později vydali EP Stand Tall EP. V prosinci 2010 vydali Sigma a DJ Fresh píseň „Lassitude“ s Koko z alba DJ Freshe Kryptonite.
V létě roku 2013 uzavřeli smlouvu s nahrávacím studiem Beat Records. Remixovali písně od Ellie Goulding, Erica Prydze, Groove Armada a dalších. V následujícím roce zveřejnili mimo jiné písně „Nobody to Love“, remake písně „Bound 2“ od Kanye West a „Changing“, na které spolupracovali s Ella Eyre a vokálem od Palomy Faith. S těmito dvěma písněmi se jim podařilo dosáhnout úspěchu a vrcholných pozic britských hitparád a mimo ni.
V lednu 2015 publikovali píseň „Higher“ s Labrinthem. Následovaly „Glitterball“, „Redemption“ a „Coming Home“. Jejich debutové studiové album „Life“ bylo spuštěno 4. prosince 2015 a debutovalo na čísle 28 v britském albovém grafu.

## Diskografie
Singly
2010
- "Lassitude" ft. DJ Fresh (2010)

2013
- "Summer Calling" (2013)
- "Rudeboy" (2013)

2014
- "Nobody to Love" (2014)
- "Changing" ft. Paloma Faith (2014)

2015
- "Higher" ft. Labrinth (2015)
- "Glitterball" ft. Ella Henderson (2015)
- "Redemption" s Diztortion ft. Jacob Banks (2015)
- "Coming Home" ft. Rita Ora (2015)

2016
- "Stay" (2016)
- "Nightingale" (2016)
- "Cry" ft. Take That (2016)
- "Find Me" ft. Birdy (2016)

2017
- "Forever" ft. Quavo a Sebastian Kole (2017)
- "Forever" (Rap Version) ft. Quavo, Tinie Tempah, Yxng Bane & Sebastian Kole (2017)

2018
- "Anywhere" (2018)

Remixy
- State of Mind – "Flawless" (Sigma Remix)
- Adam F a Horx – "Shut the Lights Off" (Sigma Remix)
- The Nextmen – "The Lion's Den" (Sigma Remix)
- McLean – "Broken" (Sigma Remix)
- Skepta – "Rescue Me" (Sigma Remix)
- Lauren Pritchard – "Not the Drinking" (Sigma Remix)
- Duck Sauce – "Barbra Streisand" (Sigma Remix)
- Sigma a DJ Fresh – "Lassitude" (Sigma Remix)
- Danny Byrd – "We Can Have It All" (Sigma Remix)
- Fenech-Soler – "Demons" (Sigma Remix)
- Eric Prydz – "Nilton (The Reason)" (Sigma Remix)
- DJ Nut Nut – "Special Dedication" (Sigma Remix)
- Stanton Warriors – "Shoot Me Down" (Sigma Remix)
- Sway – "Level Up" (Sigma Remix)
- Rusko – "Somebody to Love" (Sigma Remix)
- Ellie Goulding – "Hanging On" (Sigma Remix)
- Stanton Warriors – "Shoot Me Down" (Sigma Remix)

- Friction vs. Camo & Krooked – "Stand Up" (Sigma Remix)
- DJ Nut Nut – "Special Dedication" (Sigma Remix)
- Stylo G – "Soundbwoy" (Sigma Remix)
- Parachute Youth – "Can't Get Better Than This" (Sigma Remix)
- Sigma – "Rudeboy" (Sigma Remix)
- Kanye West – "Bound 2" (Sigma Remix)
- DJ Fresh vs. Jay Fay – "Dibby Dibby Sound" (Sigma Remix)
- Route 94 – "My Love" (Sigma Remix)
- Sigma – "Nobody to Love" (Sigma Remix)
- Clean Bandit – "Extraordinary" (Sigma Remix)
- Kiesza – "Hideaway" (Sigma Remix)
- DJ Zinc – "Show Me" (Sigma Remix)
- The Chainsmokers ft. XYLØ – "Setting Fires" (Sigma Remix)